# Berlini nyilatkozat
A berlini nyilatkozat (németül Berliner Erklärung) 1909. szeptember 15-én a németországi Berlinben kiadott vallásügyi nyilatkozat, melyet a Közösségi Mozgalom, a baptisták, a Nyitott Testvérek, a metodista Evangéliumi Közösség valamint a Szabad Evangéliumi Gyülekezet képviselői írtak alá. A nyilatkozat célja a század eleji Németországban erősödő pünkösdi mozgalomtól való elhatárolódás volt.

## Előzményei
A bibliai apostolgenerációi eltűnését követően néhány évszázadra Hippói Ágoston keresztény tanító, egyházatya bevezette a megszűnéselméletet (szesszacionizmus), mely szerint az isteni csodák és gyógyulások, a természetfeletti isteni beavatkozások és megnyilvánulásuk csak az apostoli korszakban léteztek. Ez a nézet szervesen beépül később a katolikus, majd a protestáns egyházak többségének teológiájába is. Ugyanakkor az évszázadok folyamán újra és újra a Bibliához odaforduló, azt tanulmányozó, abból élő hitre jutó emberek ismét megtapasztalták, hogy a Szentírás állításai korukban is igazak, és a bibliai hit által az emberek meggyógyulhatnak, szellemi megtapasztalásaik lehetnek. Ezen az úton halad Észak-Amerikában a szentség mozgalom és a gyógyulás mozgalom is, melyek a pünkösdi mozgalomba vezetnek.
A pünkösdi mozgalom 1901. január 1-jén kezdődött az Egyesült Államokban egy bibliaiskolában, ahol a hívők a názáreti Jézus és apostolainak beszéde szerint vették a Szentlelket, és elkezdtek szólni nyelveken (glosszolália). Ennek a szellemi megtapasztalásnak a részeivé váltak a híres Azusa utcai ébredés tagjai is Los-Angelesben. Élményük összhangban állt Jézus apostolainak pünkösd ünnepén Jeruzsálemben történt élményével, ahonnan a mozgalom a elnevezését is kapta. Ez pünkösdi élmény az öreg kontinensre is megérkezett Thomas Ball Barrat norvég lelkész szolgálata által 1906-ban, majd norvég közvetítéssel Németországot is elérte, és szép fejlődésnek indult. Heinrich Dallmeyer, a Közösségi Mozgalom (Gnadaui Szövetség, GemeinschaftBewegung) evangélistája maga is vette a Szentlelket, és meggyógyult betegségéből. Dallmeyer azonban az általa vezetett istentiszteleteken nem követi Pál apostol a korinthosziakhoz írt első levelének 14. fejezetében adott utasításokat, így nem volt képes fenntartani a biblia rendet. Az alkalmak irányítása kicsúszott a kezéből, zűrzavaros állapotok alakultak ki. Végül meghasonlott, elfeledkezett korábbi személyes megtapasztalásairól, és a mozgalomban működő szellemet egy hitető szellemnek nevezte. Mindezek ellenére a pünkösdi mozgalom Németországban tovább fejlődött, rendezvényeik tömegeket vonzottak, amit a Közösségi Mozgalom nem nézett jó szemmel. A támadások fő érvanyagát a Szentlélekkel való találkozást követő testi manifesztációk (földre esés, nevetés, sírás…) adták.

## Tartalma
A Közösségi Mozgalom, a baptisták, a Nyitott Testvérek, a metodista Evangéliumi Közösség valamint a Szabad Evangéliumi Gyülekezet képviselői 19 órán át tárgyalták a nyilatkozat szövegét, melynek célja a pünkösdi mozgalom kirekesztése az evangéliumi alapokon álló közösségek soraiból. Ennek megfelelően a pünkösdi mozgalom képviselőit nem is hívták meg a nyilatkozat elkészítésére. A nyilatkozat a pünkösdi mozgalomban jelenlévő, sorsfordulatokat, csodákat kimunkáló szellemet alulról jövőnek minősítette („nicht von oben, sondern von unten”). Magáról a mozgalomról azt állította, hogy démonok működnek benne.
Minden keresztényt felszólítottak a mozgalomtól való távolmaradásra. A gyógyulások, a jó gyümölcsök sem győzték meg az aláírókat, mondván ezek semmit sem változtatnak „az egész mozgalom hazug jellegén”. A feddhetetlenségéről ismert Jonathan Paul pünkösdi vezetőt hamis vádakkal támadták a nyilatkozatban.

## Következményei
A pünkösdi mozgalom már a következő hónapban a mühlheimi nyilatkozattal reagált, de ez közel sem kapott akkora publicitást, mint a berlini nyilatkozat.
A nyilatkozat kétségkívül mind az evangéliumi alapokon álló közösségeket mind magán a pünkösdi mozgalmon belüli híveket megosztotta, akiknek a közeledő nácizmussal szemben igen nagy szükséges lett volna az egységben lévő erőre. Emil Humburg, a pünkösdi mozgalom akkori vezetője levélben kérte a Közösség Mozgalmat, hogy tekintettel a közeledő antikrisztusi politikai veszélyre állítsák helyre az egységet, de megkeresését visszautasították.
A berlini nyilatkozatot a nagytekintélyű Otto Stockmayer is aláírta, aki élete végéig szenvedett attól, hogy szakadást hozott a hívők közé. Aláírásának visszavonása a szándékában állt, de közeli halála megakadályozta azt.